# Carlo Recalcati
Carlo Recalcati (Milano, 11. rujna 1945.) je bivši talijanski košarkaš i košarkaški reprezentativac. Igrao je na mjestu beka. Visine je 183 cm. Najveći dio karijere igrao je za Pallacanestro Cantù. Danas je košarkaški trener. 
Trenirao je u Euroligi sezone 1998./99. talijanski Pallacanestro Varese. 
Kao igrač i kao trener osvojio je odličja na europskim prvenstvima i na Mediteranskim igrama te kao trener na OI 2004. godine.